# Kutayasa (Bawang)
Kutayasa is een bestuurslaag in het regentschap Banjarnegara van de provincie Midden-Java, Indonesië. Kutayasa telt 1614 inwoners (volkstelling 2010).